# هاري بوتر وكأس النار
هاري بوتر وكأس النار (بالإنجليزية: Harry Potter and the Goblet of Fire) هو الكتاب الرابع من سلسلة هاري بوتر للروائية البريطانية. ج.ك رولينغ. صدر كتاب كأس النار في عام 2005 ليمثل علامة فارقة في شعبية هاري بوتر، وفي مسار المغامرة، ففي هذا الكتاب الحافل بالمغامرات والأوصاف السحرية، يعود لورد فولدمورت من جديد بعد أن استعاد جسده، ويقع عالم السحر في مفترق طرق.

في هذا الجزء، هاري بوتر أكبر، وأكثر ثقة بنفسه، لكنه يُفاجأ بضمه إلى دورة السحرة الثلاثة بعد ان تم وضع اسمه بشكل غير عادل من قبل احد اكلين الموت(Death Eaters) ليصبح الساحر الرابع، وعليه تأدية مهام خطيرة، تقوده في النهاية عبر كأس النار إلى فولدمورت ليهرب منه حياً، لكن بعد فقده لزميله سيدريك ديجوري الذي أمر فولدمورت بقتله.

يرى هاري بوتر والديه في ارتجاع تعاويذ عصا فولدمورت، ويستمع إلى صوتيهما، وفي هذا الجزء تظهر الخلافات واضحة بينه وبين صديقه الحميم رون ويزلي، كما يقع في الحب لأول مرة. 

يظهر أكلة الموت للمرة الأولى بوضوح في هذا الكتاب، ويجتمعون حول سيدهم العائد، كما يكتشف هاري أن أستاذ الوصفات الكئيب سيفروس سناب هو أحدهم.

في النهاية، تضطرب الأحداث، ويفترق المجتمع السحري، فتهتز ثقة هاري بنفسه، وتزداد كآبته، كما تزداد وطأة المسئوليات عليه.

يتصرف هاري في هذا الكتاب كمراهق نموذجي يمتاز بالشجاعة الفائقة.

ويُعد الجُزء الرابع أكثر أجزاء سلسلة هاري بوتر شعبية بين عموم الجمهور لما فيه من مغامرة، رغم قتامة أجواءه، والفزع الذي ترسمه.

## ملخص الحبكة
يرى هاري في منامه حلماً غريباً عن شخص غريب جالساً فوق كرسي ويبدو ضعيفاً ويحاوطه ثعبان طويل ورجلان يقفان عنده الأول طويل والآخر قصير، ويفهم هاري من الحلم أن الشخص الغريب كان يخطط ويدبر لشيء ما ثم يتسيقظ ويتفاجئ بأن عائلة آل ويزلي ستأتي لإصطاحبه لكأس العالم للسحرة فيذهب معهم إلى أن يصل للملعب ويشاهد المباراة ثم حين أنتهت المباراة يتفاجئ هاري وآل ويزلي وجميع من آتوا لمشاهدة المباراة بعلامة جمجمة في السماء يخرج من فمها ثعبان وتخرج جماعة بلبس غريب لونه أسود وتقتل كل من تراه أمامها ثم بعد مدة تستطيع وزارة السحر السيطرة على الأمر ويُكتشف أنها علامة الظلام وأكلة الموت أتباع لورد فولدمورت
يذهب هاري إلى مدرسة هوجوورتس في عامه الرابع ويكتشف أن هناك دورة سحرية ستقام أسمها: دورة السحرة الثلاثية، التي تقوم بمنافسة بين ثلاث مدارس للسحر، (هوجوورتس) - (دار مسترانج) - (بوباتون) ، ويتم أختيار ثلاثة أشخاص من كل مدرسة ومن الشروط أن يكون الشخص عمره لا يتجاوز السابعة عشرة، ويكون هاري آنذاك قد بلغ عمره الرابعة عشرة ويحظر عليه المشاركة في الدورة، وبينما هو جالس في القاعة العامة في المدرسة ومعه زملائة من الطلاب حيث سيتم أختيار الثلاثة أشخاص المشاركين في الدورة بواسطة (كأس النار) ، فيخرج من مدرسة هوجوورتس (سيدريك ديجوري) ومن مدرسة دار متسرانج (فيكتور كرام) ومن مدرسة بوباتون (فلور ديلاكور) ، ثم في النهاية يخرج أسم هاري بوتر من كأس النار ويتفاجئ الناس لصغر سنه، فينضم هاري للثلاثة أشخاص وهو رابعهم ويحاول الفوز في تلك الدورة وتخطي المراحل الثلاث الصعبة، ويكتشف بأن جميع الطلاب كانوا ضده لأنهم ظنوا أنه وضع أسمه في الكأس وأنه غشاش فيخوض هاري المراحل بينما بقي في رأسه سؤال وهو من وضع أسمه في كأس النار ؟ وما هي نوايا من وضع الاسم ومن هو ذلك الرجل الغريب وإلى ما ترمز علامة الظلام.

## التطوّر
هاري بوتر وكأس النار هو الكتاب الرابع في سلسلة هاري بوتر. نُشِر الأول، هاري بوتر وحجر الفيلسوف، من قبل دار بلومزبري في 26 يونيو 1997. أما الثاني، هاري بوتر وحجرة الأسرار، فقد نشر في 2 يوليو 1998. تلاها الثالث، هاري بوتر وسجين أزكابان، في 8 يوليو 1999. حجم كأس النار هو ضعف حجم الكتب الثلاثة الأولى (كانت الطبعة الورقية 636 صفحة). صرحت رولينغ بأنها «علمت من البداية أنه سيكون الأكبر بين الكتب الأربعة الأولى»، وقالت إن هناك حاجة إلى «تمهيد مناسب» للنهاية، وأن تعجيل «الحبكة المعقدة» يمكن أن يربك القراء. ذكرت أيضًا أن «كل شيء على نطاق أوسع»، وكان ذلك رمزيًا، حيث اتسعت آفاق هاري حرفيًا ومجازيًا مع كبره. أرادت رولينغ أيضًا استكشاف المزيد من العالم السحري.
حتى إعلان العنوان الرسمي في 27 يونيو 2000، كان الكتاب معروفًا بالعنوان المؤقت «هاري بوتر الرابع». سابقًا في أبريل 2017، أدرجه الناشر باسم هاري بوتر وبطولة دومسبل. على الرغم من ذلك، أعربت ج. ك. رولينغ عن ترددها بشأن العنوان في مقابلة مع مجلة إنترتينمنت ويكلي. «غيرت رأيي مرتين بشأن [العنوان]. كان العنوان المؤقت قد صدر -هاري بوتر وبطولة دومسبل. ثم غيرت دومسبل إلى بطولة ترايويزارد. بعد ذلك كنت أتأرجح بين كأس النار وبطولة ترايويزارد. في النهاية، فضلت كأس النار لأن لديه إحساس كأس القدر ذاك، وهو محور أحداث الكتاب».
ذكرت رولينغ أنها كتبت في الأصل قريبة لويزلي تدعى مالفالدا، والتي، وفقًا لرولينغ، «كانت الابنة لابن العم الثاني، سمسار البورصة المذكور في حجر الفيلسوف. كان سمسار البورصة ذاك وقحًا تجاه السيد والسيدة ويزلي في الماضي، ولكن الآن هو وزوجته (الماغل) أنجبا ساحرة بما شكّل إزعاجًا لهما، لذلك عادوا إلى عائلة ويزلي طالبين مساعدتهم في تعريفها على مجتمع السحرة قبل أن تبدأ في هوغوورتس». كان من المفترض أن تكون مالفالدا تابعة لمنزل سليذرين وأن تملأ الحبكة الفرعية لريتا سكيتر، لكن أُزيلَت في النهاية لأنه «كانت هناك حدود واضحة لما يمكن أن تكتشفه طفلة منغلقة تبلغ من العمر 11 عامًا في المدرسة». اعتبرت رولينغ أن ريتا سكيتر «أكثر مرونة بكثير»، واعترفت أيضًا بأن الكتاب الرابع كان الأكثر صعوبة في الكتابة وقتها لأنها لاحظت وجود فجوة عملاقة في الحبكة في منتصف الطريق خلال الكتابة. على وجه الخصوص، واجهت رولينغ مشكلة في الفصل التاسع، «علامة الظلام»، الذي أعادت كتابته 13 مرة.

## روابط خارجية
- هاري بوتر وكأس النار على موقع الموسوعة البريطانية (الإنجليزية)